# Lautsprachbegleitende Gebärden
Lautsprachbegleitende Gebärden (abgekürzt LBG) bezeichnen die Gebärden, die simultan zu jedem gesprochenen Wort (siehe Lautsprache) ausgeführt werden. Dies unterscheidet sie von der Gebärdensprache. LBG sind mit anderen Worten „gebärdetes Deutsch“ oder „Deutsch im Gebärden-Code“ in Anlehnung an den angelsächsischen Sprachgebrauch „signed English“.
Die Gebärdenzeichen der LBG sind eine Reduktion der Gebärdensprache auf isolierte Begriffe, um damit eine „1:1“-Umsetzung der jeweiligen Landes-Lautsprache in Gebärdenzeichen zu vollziehen. 

## Unterschiede zwischen Gebärdensprache und LBG
Während Gebärdensprache, wie zum Beispiel die Deutsche Gebärdensprache (DGS), über eine eigene Grammatik („Sprachlehre“) verfügt und somit eine echte Sprache ist, stellen Lautsprachbegleitende Gebärden (LBG) ein Kommunikationssystem dar. Beim Gebrauch von Lautsprachbegleitenden Gebärden wird die Lautsprache eins-zu-eins von Gebärden begleitet. Bei Verwendung von LBG begleitend zu deutscher Lautsprache wird also die Grammatik der deutschen Sprache beibehalten.

## Lautsprachbegleitende Gebärden zur Grammatikverdeutlichung
Wegen der Anlehnung an die Lautsprach-Grammatik wurden für LBG zusätzliche künstliche Gebärden geschaffen z. B. für Artikel und verschiedene Adverbien, für deren Ausdruck die Gebärdensprache in der Regel andere Mittel hat. Beugungen und Steigerungen werden bei korrekt ausgeführten LBG oft mit „gefingerten“ (Fingeralphabet) Endungen vollzogen. Sie wird vor allem an Schulen für Menschen mit Hörschädigung im Deutschunterricht eingesetzt, um die deutsche Grammatik sichtbar zu machen, in Ausnahmefällen auch als Mittel der Frühförderung von Hörgeschädigten, die gegebenenfalls dadurch zum Besuch einer Regelschule befähigt werden.
Der Satz „Das Auto fuhr über eine Brücke“ besteht z. B. in der Deutschen Gebärdensprache (DGS) aus drei Zeichen („Auto“, „Brücke“ und „fahren über die Brücke“). Bei vollkommener Ausführung der LBG werden für diesen Satz acht einzelne Gebärdenzeichen gebraucht: „Das“, „Auto“, „fahren“, „Vergangenheit“, „über“, „ein“, gefingertes "e" und „Brücke“. Bei Verben und Adjektiven wird jeweils die Grundform gebärdet und zusätzlich die davon abweichende Endung.
Übersetzt man einen Satz der Lautsprache in LBG, so geht kein Wort verloren. Bei der Übersetzung in Gebärdensprache hingegen kommen Artikel, Konjunktionen und Ähnliches häufig nicht vor. Konstruktionen wie Futur II oder Konjunktive können nicht „1:1“ in die Gebärdensprache übertragen werden. Daher wird im Bildungsbereich teils die Meinung vertreten, dass das Erlernen der Gebärdensprache während des Spracherwerbs das Erlernen der deutschen Grammatik erschwere. Während die Gebärdensprachen eigene Grammatiken besitzt, sind die LBG im Grunde eine Visualisierung der Lautsprache. Hörgeschädigte Kinder, die von klein auf LBG lernen, haben daher in der Regel keine Probleme mit der lautsprachlichen Grammatik, jedenfalls nicht mehr Probleme als ihre guthörenden Altersgenossen.

## Verwendung der LBG
In der Regel verwenden schwerhörige und ertaubte Menschen die LBG. Dass von Geburt an Gehörlose oder Menschen mit an Taubheit grenzender Schwerhörigkeit LBG verwenden, ist eher die Ausnahme. Meistens werden Gehörlose und Menschen mit an Taubheit grenzender Schwerhörigkeit heute entweder oral oder mithilfe der Gebärdensprache erzogen, teils auch bilingual mit beiden Methoden. Lautsprachbegleitende Gebärden (LBG) können in Verbindung mit Schriftsprache einen Mittelweg zwischen oraler Erziehung und Erziehung mit der Gebärdensprache darstellen.

## Lautsprachunterstützende Gebärden

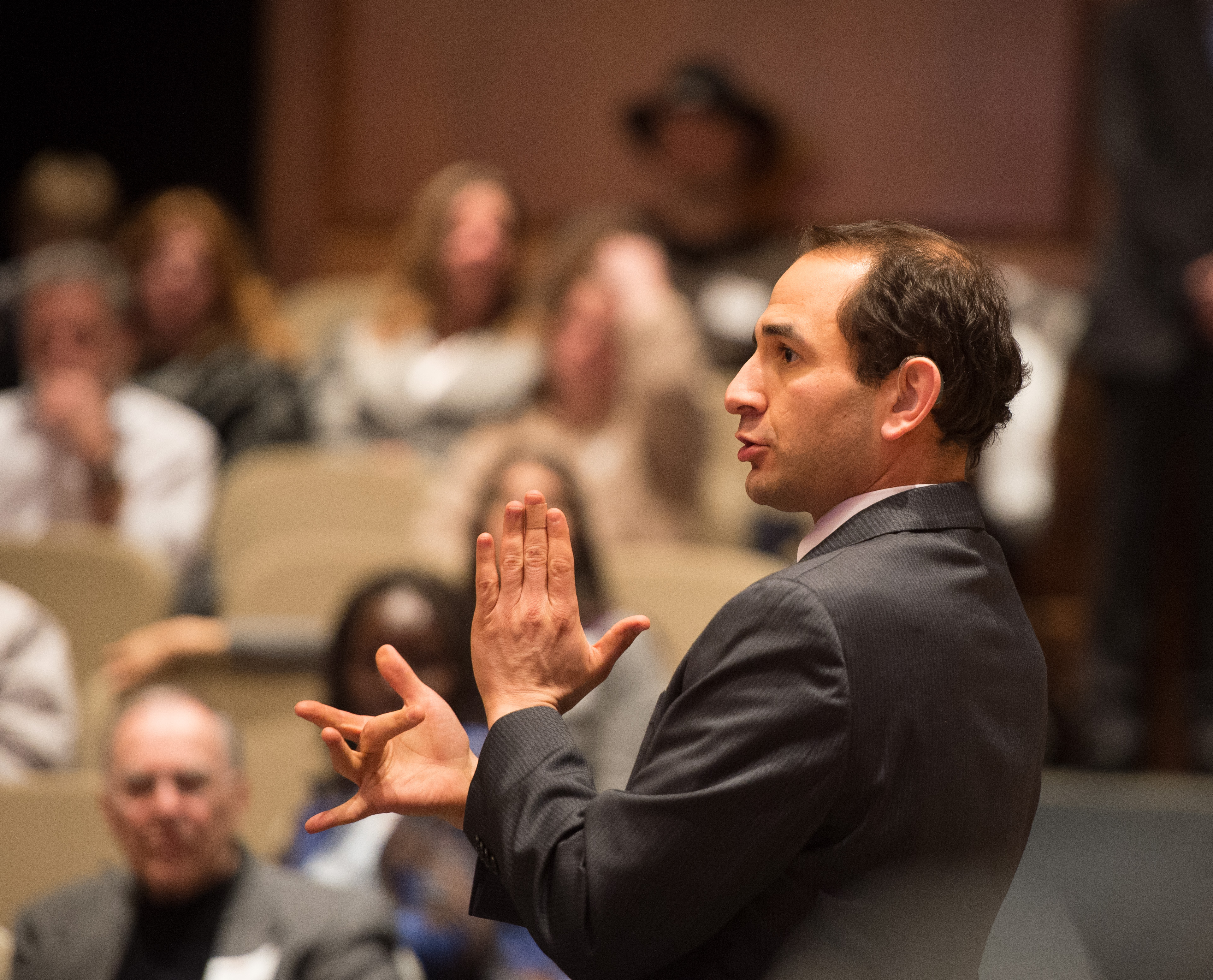
Lautsprachunterstützende Gebärden (hier im Amerikanischen Englisch)

Wegen der Langatmigkeit und um eventuell einem schnell gesprochenen Text folgen zu können, werden statt der LBG-Gebärden in der Praxis oft Lautsprachunterstützende Gebärden (LUG) eingesetzt, die einzelne Zeichen und auch Flexionen etc. unterschlagen. Deshalb ist immer abzuwägen, ob es um den Inhaltsaspekt oder den Grammatikaspekt bei der Übermittlung geht.

### Lautsprachunterstützende Gebärden (LUG) zur Inhaltsunterstützung
Lautsprachunterstützende Gebärden sind eine Reduktion der Gebärdensprache auf isolierte Begriffe, um damit den gleichzeitig lautsprachlich gesprochenen Inhalt für taube und schwerhörige Menschen verständlicher zu machen. Eine komplette „1:1“-Umsetzung der Gesprächs- oder Rede-Inhalte sowie der Grammatik erfolgt hierbei nicht. 
Bei der Durchführung der LUG werden für den hier dargestellten Satz modellhaft drei einzelne Gebärdenzeichen gebraucht: „Auto“, „fahren“, „Brücke“.  Sie werden als isolierte Gebärden in der Reihenfolge des lautsprachlichen Satzes gebärdet und unterstützen so den lautsprachlich geäußerten Inhalt.
LUG sind vor allem für Spätertaubte und mittelgradig schwerhörige Menschen mit umfangreichen Kenntnissen der Lautsprache nützlich.

## Medien
Als Gebärdensprache noch nicht als eigenständige Sprache mit eigener Grammatik anerkannt wurde, wurden Gebärden für isolierte Begriffe, z. B. „Auto“ oder „Haus“ in Foto-Sammlungen katalogisiert. Diese selektiven Zeichen bilden die Basis des LBG- und LUG-Gebärden-Korpus.